# Нобл (Луїзіана)
Нобл (англ. Noble) — селище (англ. village) в США, в окрузі Сабін штату Луїзіана. Населення — 200 осіб (2020).

## Географія
Нобл розташований за координатами 31°41′24″ пн. ш. 93°41′0″ зх. д. / 31.69000° пн. ш. 93.68333° зх. д. (31.689902, -93.683209).  За даними Бюро перепису населення США в 2010 році селище мало площу 2,68 км², уся площа — суходіл.

## Демографія
Згідно з переписом 2010 року, у селищі мешкали 252 особи в 91 домогосподарстві у складі 68 родин. Густота населення становила 94 особи/км².  Було 109 помешкань (41/км²).
Расовий склад населення:
| - 61,1 % — білих - 34,1 % — корінних американців - 0,4 % — чорних або афроамериканців |

До двох чи більше рас належало 4,4 %. Частка іспаномовних становила 10,7 % від усіх жителів.
За віковим діапазоном населення розподілялося таким чином: 23,0 % — особи молодші 18 років, 63,1 % — особи у віці 18—64 років, 13,9 % — особи у віці 65 років та старші. Медіана віку мешканця становила 39,0 року. На 100 осіб жіночої статі у селищі припадало 106,6 чоловіків;  на 100 жінок у віці від 18 років та старших — 110,9 чоловіків також старших 18 років.
Середній дохід на одне домашнє господарство  становив 59 608 доларів США (медіана — 46 000), а середній дохід на одну сім'ю — 66 741 долар (медіана — 50 000). За межею бідності перебувало 17,5 % осіб, у тому числі 27,4 % дітей у віці до 18 років та 5,3 % осіб у віці 65 років та старших.
Цивільне працевлаштоване населення становило 115 осіб. Основні галузі зайнятості: освіта, охорона здоров'я та соціальна допомога — 20,9 %, сільське господарство, лісництво, риболовля — 13,9 %, виробництво — 13,0 %.